# Oreilles décollées

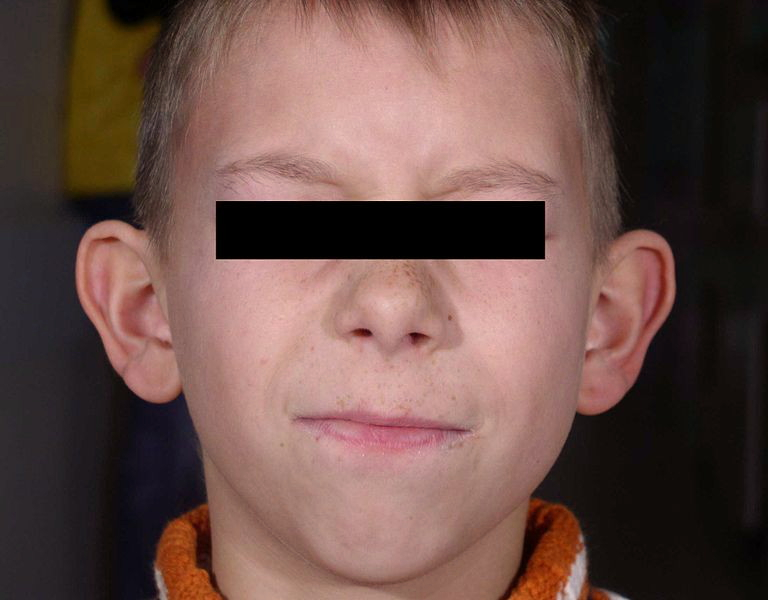
Enfant ayant les oreilles décollées.

On parle d'oreilles décollées lorsque l'un ou les deux pavillons de l'oreille ont un décollement supérieur à 30° ou lorsque la distance entre le bord du pavillon (hélix) et la tête atteint plus de  20 à 22 mm,.

## Description
Les oreilles décollées sont dues à une plicature de l'anthélix peu ou pas du tout développée, ou alors à une grande conque proéminente, ou bien une combinaison des deux. Des prédispositions génétiques avec accumulation familiale sont à l'origine de ces malformations. 
Les oreilles décollées peuvent entraîner chez les enfants et les adultes des troubles psychiques et complexes d'infériorité. C'est la raison pour laquelle il est parfois préconisé de remédier à ce défaut de position de l'oreille. Le traitement chirurgical des oreilles décollées s'appelle l'otoplastie.